# Terada Súhei
Terada Súhei (Jokoszuka, 1975. június 23. –) japán válogatott labdarúgó.

## Nemzeti válogatott
A japán válogatottban 6 mérkőzést játszott.

## Statisztika
| Japán válogatott | Japán válogatott | Japán válogatott |
| Időszak          | Mérk.            | gól              |
| ---------------- | ---------------- | ---------------- |
| 2008             | 4                | 0                |
| 2009             | 2                | 0                |
| Összesen         | 6                | 0                |